# سان أندرياس (فلم)
سان أندرياس  (بالإنجليزية: San Andreas) هو فيلم كوارث وحركة ومغامرة أمريكي من إخراج براد بايتون وكتابة الين لويب وكارلتون كوس وكاري هايس، ومن بطولة دوين جونسون وكارلا جوجينو والكسندرا داداريو وبول جياماتي
بدأ التصوير في 22 أبريل 2014 بأستراليا وأنتهى في 27 يوليو بسان فرانسيسكو. صدر سان أندرياس عالمياً في 29 مايو 2015 وحقق نجاح تجاري كبير.

## القصة
الدكتور لورانس هايز مختص في علم الزلازل في معهد كاليفورنيا للتكنولوجيا وزميله الدكتور كيم بارك في هوفر دام لاختبار نموذج جديد للتنبؤ بالزلزال عندما تمزق خطأ قريب وغير معروف سابقًا، مما أدى إلى زلزال بقوة 7.1 درجة أدى إلى انهيار السد ؛ بارك قتل بعد وقت قصير من انقاذ طفل. يكتشف هايز أن صدع سان أندرياس بأكمله يتغير وسيؤدي قريبًا إلى سلسلة من الزلازل الكبرى، مما قد يؤدي إلى تدمير المدن على طول خط الصدع. بدأ السباق لتحذير سكان كاليفورنيا مع طلابه أليكسي وفيبي والمراسلة سيرينا جونسون.
عندما دمر زلزال بقوة 9.1 درجة لوس أنجلوس وسان فرانسيسكو وجد راي جاينز، طيار إنقاذ مروحية بإدارة الإطفاء في لوس أنجلوس طلاقه من زوجته إيما، نفسه ينقذها من ناطحة سحاب في لوس أنجلوس، وتصبح ابنتهما بليك محاصرة. في سان فرانسيسكو في مكتب دانييل ريديك صديق إيما، الذي هجرها بعد ذلك. بن تيلور، مهندس بريطاني يبحث عن عمل، وشقيقه الأصغر أولي ينقذ بليك ويصلان إلى الحي الصيني، ونجحا في الاتصال بوالديها للحصول على المساعدة.
يحاول راي وإيما الوصول إلى سان فرانسيسكو في مروحية راي حتى تعطل علبة التروس مما أجبرهما على الهبوط اضطرارياً في مركز تسوق في بيكرسفيلد. وسط فوضى النهب، يسرق راي سيارة فورد F-150 لمواصلة الرحلة. التقى الزوجان بزوجين مكسرين على جانب الطريق قبل وقت قصير من صدع سان أندرياس، الذي أعيد فتحه وسد الطريق. تبادل راي وإيما الشاحنة بطائرة يملكها الزوجان. بينما يحاول بليك وبن وأولي الوصول إلى نوب هيل للإشارة إلى الزوجين بعد العثور على نقطة التقائهم السابقة في برج ليليان كويت غارقة في النيران، يضطر راي وايما إلى الهبوط بالمظلة في أوراكل بارك قبل وقوع زلزال بقوة 9.6 درجة، ليصبح الأكبر. سجل الزلزال في التاريخ.
مع انحسار الزلزال، بعد أن دمر الكثير من المدينة، استولى راي وإيما على قارب للوصول إلى المجموعة، فقط لإدراك أن تسونامي يقترب من خليج سان فرانسيسكو. تمكنوا من عبور الموجة قبل أن تصل إلى ذروتها، وبالكاد تجنبوا سفينة شحن ضخمة عالقة في الموجة. تقطع السفينة الامتداد المركزي لجسر البوابة الذهبية إلى النصف، مما أسفر عن مقتل كل شخص على الجسر، بما في ذلك دانيال، وتغمر الموجة المدينة المدمرة، مما أسفر عن مقتل آلاف آخرين. يدخل بليك وبن وأولي إلى البوابة، وهو مبنى كان دانيال يشرف على بنائه، لكن الموجة لا تزال عالقة. عندما يبدأ المبنى في الانهيار، يحاصر بليك تحت الماء، يغوص راي وينقذها ويبدأ في إجراء الإنعاش القلبي الرئوي. تصطدم إيما بالقارب من خلال نافذة وتخرج أربعة منهم من المبنى المنهار بينما يقوم راي بإنعاش بليك.
أعاد الناجون تجميع صفوفهم في معسكر إغاثة، حيث تحدث المتصالحان راي وإيما عن مستقبلهما. على بقايا جسر البوابة الذهبية ينكشف العلم الأمريكي مما يعطي الأمل في أن المدينة ستتعافى وإعادة البناء حيث تنزل مركبات الإنقاذ على المناظر الطبيعية المتغيرة جذريًا في منطقة خليج سان فرانسيسكو والتي امتدت الآن من سان خوسيه إلى سانتا كروز تحويل شبه جزيرة سان فرانسيسكو إلى جزيرة.

## طاقم التمثيل
- دوين جونسون بدور راي غينس، طيار إنقاذ مروحية بإدارة الإطفاء في لوس أنجلوس
- كارلا جوجينو بدور إيما، زوجة راي المنفصلة
- الكسندرا داداريو بدور بليك غينس، وابنة راي وإيما
- هوغو جونستون-بيرت بدور بن تايلور، مهندس إنجليزي واهتمام بليك في الحب
- آرت باركنسون بدور أولي تايلور، الأخ الأصغر لبين
- إيوان جروفود بدور دانيال ريديك، صديق إيما ومالك شركة هندسة مدنية
- بول جياماتي بدور لورانس، عالم الزلازل في معهد كاليفورنيا للتكنولوجيا
- ارشي بنجابي بدور سيرينا جونسون، مراسلة إخبارية
- ويل يان لي بدور الدكتور كيم بارك، عالم الزلازل في معهد كاليفورنيا للتكنولوجيا، وشريك أبحاث لورنس وأقرب صديق له
- أليك أوتغوف بدور أليكسي، طالب لورانس
- ماريسا نيتلينغ بدور فيبي، طالبة لورانس
- كايلي مينوغ بدور سوزان ريديك، شقيقة دانيال
- تود ويليامز بدور ماركوس كرولينغز، عضو إدارة إطفاء لوس أنجلوس
- مات جيرالد بدور هاريسون رودس، زميل طيار إنقاذ مروحية بإدارة الإطفاء في لوس أنجلوس
- كولتون هاينز بدور جوبي أوليري، زميل طيار إنقاذ هليكوبتر بإدارة الإطفاء في لوس أنجلوس
- أرابيلا مورتون في دور مالوري جاينز، ابنة راي وإيما الأخرى وأخت بليك، التي غرقت في حادث قارب. يظهر هذا في الفلاش باك.

## الاستقبال

### شباك التذاكر
بلغ إجمالي أرباح سان أندرياس 155.2 مليون دولار في أمريكا الشمالية و318.8 مليون دولار في أقاليم أخرى ليصبح المجموع العالمي 474 مليون دولار. أصبح الفيلم أعلى فيلم من إنتاج شركة وارنر برذرز في عام 2015، والرابع عشر الأعلى ربحًا في جميع أنحاء العالم بشكل عام. حسبت ددلاين هوليوود الأرباح الصافية للفيلم بـ 88.07 مليون دولار مع حساب جميع النفقات والإيرادات للفيلم.

#### أمريكا الشمالية
تم افتتاح سان أندرياس في أمريكا الشمالية عبر 3777 مسرح بما في ذلك إجمالي 3200 سينما ثلاثية الأبعاد. قبل عدة أيام من إصدار الفيلم، توقع العديد من نقاد شباك التذاكر حصد 40 مليون دولار أو أكثر في الافتتاح في أمريكا الشمالية. حقق الفيلم 3.1 مليون دولار من عروض ليلة الخميس و18.2 مليون دولار في يوم الافتتاح، كما أنه كسب 54.5 مليون دولار في عطلة نهاية الأسبوع الافتتاحية والتي كانت أعلى بكثير من التتبع والتنبؤات، كان هذا أكبر افتتاح لجونسون كممثل رئيسي، حيث تجاوز 36 مليون دولار لأول ظهور له في فيلم الملك العقرب في عام 2002 حتى بعد تعديل التضخم. علّق مدير التوزيع في شركة وارنر براذرز دان فيلمان على الافتتاح الناجح قائلاً إن الجماهير لا تتعب أبدًا من أفلام الكوارث، بل إنها تعود إلى فيلم مغامرة بوسيدون (1972)، وأضاف: «ما يتعب أيضًا هو عندما تبدأ في عمل تتابع لنفس الشيء. فيجب حينها أن يكون جديدًا، ويجب أن يكون هناك توافق في فريق التمثيل»، مشيرًا إلى أصالة الفيلم وأداء جونسون والممثلين الآخرين، باعتبارها بعض العوامل وراء نجاح افتتاح الفيلم. في عطلة نهاية الأسبوع الثانية، شهد الفيلم انخفاضًا بنسبة 52٪، حيث حقق أرباحًا تقدر بنحو 26.4 مليون دولار، وتراجع في المركز الثاني (خلف جاسوس)، إلا أنه شهد انخفاضًا أقل من أفلام الكوارث الأخرى.

#### خارج أمريكا الشمالية
افتتح الفيلم في 60 دولة في نفس نهاية الأسبوع خارج أمريكا الشمالية، بما في ذلك فرنسا والمملكة المتحدة والمكسيك وأستراليا. افتتح الأربعاء، 27 مايو في 4 دول، بالإضافة إلى 38 دولة يوم الخميس و18 دولة أخرى يوم الجمعة 29 مايو، وحتى يوم الأحد 31 مايو، حصل على إجمالي إيرادات 63.9 مليون دولار في عطلة نهاية الأسبوع الافتتاحية لمدة 5 أيام من 15,420 شاشة في 60 دولة، ظهر الفيلم لأول مرة في المركز الأول في 55 بلد وكذلك في شباك التذاكر الدولي. في عطلة نهاية الأسبوع الثاني، نال 97.7 مليون دولار. تصدر شباك التذاكر خارج أمريكا الشمالية لمدة أسبوعين متتاليين قبل أن يتفوق عليه العالم الجوراسي في ثالث عطلة نهاية أسبوع له.
كان الفيلم أكبر افتتاح لفيلم كارثي وثاني أكبر افتتاح فيلم لشركة وارنر برذرز في المكسيك، نال هناك 10.1 مليون دولار من 3100 شاشة. في الصين، حصد الفيلم لمدة ثلاثة أيام في عطلة نهاية الأسبوع الافتتاحي ما قيمته 35 مليون دولار على الرغم من أن محللي شباك التذاكر الصينيين على موقع إنتجروب أعلنوا أن الفيلم حصل على 55 مليون دولار عند افتتاحه، كان إجمالي الافتتاح لستة أيام 51.8 مليون دولار من 8795 شاشة. كما أنه على الرغم من المخاوف الصحية بشأن فيروس كورونا في كوريا الجنوبية مما أدى إلى انخفاض دخول الأشخاص إلى السينما، نال الفيلم عند افتتاحه 7.2 مليون دولار في كوريا الجنوبية (بما في ذلك عروض الأربعاء)، كما أنه تصدر شباك التذاكر هناك. كان لدى الفيلم افتتاحات ناجحة مماثلة في المملكة المتحدة وأيرلندا ومالطا (7.2 مليون دولار) وروسيا ورابطة الدول المستقلة (5.3 مليون دولار) والبرازيل (3.2 مليون دولار) وفرنسا (3.1 مليون دولار) والهند (2.5 مليون دولار) وأستراليا (2.4 مليون دولار) وهونغ كونغ (2.2 مليون دولار) وألمانيا (2 مليون دولار). أصبح الفيلم الأكثر ربحًا على الإطلاق لشركة وارنر برذرز في المكسيك وتشيلي وكولومبيا وبيرو وفنزويلا، وفي الصين هو رابع أعلى فيلم. حتى 28 يونيو 2015 في إجمالي الأرباح، أكبر أسواق الفيلم خارج أمريكا الشمالية هي الصين (103.2 مليون دولار) والمكسيك (28.4 مليون دولار).

### استقبال الجمهور
تلقى الفيلم مراجعات متباينة من قبل النقاد. الفيلم حصل على تقييم 49% على موقع الطماطم الفاسدة، بناءً على 156 مراجعة، مع متوسط تقييم 5.2/10. ميتاكريتيك أعطى الفيلم 43 من 100 بناءً على 41 مراجعة نقدية.

### الجوائز
| الجائزة                     | الفئة                              | المستلم                                                             | النتيجة |
| --------------------------- | ---------------------------------- | ------------------------------------------------------------------- | ------- |
| جوائز إم تي في للأفلام      | أفضل أداء أكشن                     | دوين جونسون                                                         | رُشِّح     |
| جوائز إم تي في للأفلام      | أفضل بطل                           | دوين جونسون                                                         | رُشِّح     |
| جائزة اختيار المراهقين 2015 | فيلم الاختيار: أكشن                | فيلم الاختيار: أكشن                                                 | رُشِّح     |
| جائزة اختيار المراهقين 2015 | أفضل ممثلة سينمائية: أكشن          | ألكسندرا داداريو                                                    | رُشِّح     |
| جائزة اختيار المراهقين 2015 | اختيار نجم الفيلم الصيفي: ذكر      | دوين جونسون                                                         | رُشِّح     |
| جمعية المؤثرات البصرية      | تأثيرات بصرية رائعة في ميزة صورية  | كولين شتراوز، وراندال ستار، وبريان غريل، ونوردين رحالي، وبريان كوكس | رُشِّح     |
| جمعية المؤثرات البصرية      | محاكاة تأثيرات رائعة في ميزة صورية | جو سكار، ولوكاس ليبيكوفسكي، وإيف دي إنكاو، ومارسيل كيرن             | رُشِّح     |
| جمعية المؤثرات البصرية      | التركيب المتميز في ميزة الصورة     | ساندرو بلاتنبر، وهاميش شوماخر، ونيكولاس كيم، وماريو روكيكي          | رُشِّح     |

## روابط خارجية
- الموقع الرسمي
- مقالات تستعمل روابط فنية بلا صلة مع ويكي بيانات
- San Andreas نسخة محفوظة 20 مايو 2015 على موقع واي باك مشين. at MoviesExplore

لا توجد روابط لمواقع التواصل الاجتماعي.